# Kalendarz astronomiczny
Kalendarz astronomiczny (astrologiczny) – współcześnie jest to kalendarz podający dla określonego terytorium np. Polski  daty zjawisk astronomicznych takich jak pojawienie się komety, zaćmienia Księżyca, Słońca, rojów meteorów, ciekawych układów planet. Oprócz daty podawany jest obszar, na którym zjawisko będzie widoczne, czas, kierunek w którym należy patrzeć oraz, zwłaszcza dla amatorów, dodatkowe wskazówki naprowadzające obserwatora. Kalendarz astronomiczny dla Polski dość regularnie zamieszcza miesięcznik Wiedza i Życie.
Obserwacje astronomiczne obecnie podejmowane są przez niewielką liczbę osób, ale dawniej były praktykowane dość powszechnie: zegary były mało dokładne, kalendarze ścienne nie istniały, a księża sami musieli wyznaczyć święta ruchome. Do tego, w zabobonnym społeczeństwie powszechna była wiara w dobre i złe wpływy określonych układów planet. Zgodnie z tą wiarą podróże zaczynano przy jednym układzie planet (zodiaku), przy innym puszczano krew, przy innych robiono interesy. Nic dziwnego, że średniowieczne kalendarze cieszyły się wielką poczytnością i były przygotowywane przez uczelnianych astrologów. Akademia Krakowska wydająca takowe drukiem wielce zyskała na poważaniu i popularności. 
W 1569 ukazał się Kalendarz Świąt dorocznych y Biegów Niebieskich z wyborami czasów na Rok Pański 1569, pierwszy po Przestępnym przez M. Jana Musceniusa z Kurzelowa, sławnej Nauki Krakowskiey Astrologa, napisany. Czytamy tam:
- Szesny Marsa: Hufy wodź ku boiu, ku Książętom przydź, konie, zbroie kupuy; Alchimia zaczni.

albo:
- Przeciwny Merkurysza: nauczonym się przyłęcz, dzień postom godny, kupiectwa wielkie poczynay, w droge nie chodź, lekarstwa nie przymuy, na Alchimia ognia nie zapalay[1].

Oprócz typowych zapisków astrologicznych równolegle funkcjonowały tablice astronomiczne pozwalające ustalać położenie planet. Najsłynniejsze Tablice alfonsyńskie wzorowane na arabskich Tablicach toledańskich pochodzących najmniej z XI w. kazał przygotować król Kastylii Alfons X. W czasach druku, w kolejnych wydaniach upowszechniły się w całej Europie. Korzystał z nich także Mikołaj Kopernik - z Italii przywiózł sobie wydanie weneckie z 1492 r. W miarę doskonalenia przyrządów i kolejnych obserwacji tablice korygowano. W Świętym Cesarstwie Rzymskim korzystano z Tablic rudolfińskich (od Rudolfa II) oraz z tablic pruskich E. Reinholda.
Przewidywanie konkretnych zjawisk astronomicznych takich jak zaćmienia długo było dość trudne. Dopiero M. Kopernik oraz wzory Keplera umożliwiły w miarę dokładne obliczenia. Do pełnego kalendarza astronomicznego było jeszcze daleko - obliczenia były czasochłonne i fragmentaryczne. Możliwość przewidzenia terminu takich sporadycznych zjawisk jak zaćmienie pozwalała zmobilizować do prowadzenia obserwacji i obliczeń większą liczbę uczonych. Pełne zaćmienie słońca z 1715 obserwowano wspólnie w Londynie. Niestety pogoda niesprzyjała obserwacjom. Kiedy udało się przewidzieć pełne zaćmienie Słońca na 22 maja 1724 obserwacje podjęły wszystkie ówczesne sławy astronomii, tym razem z różnych miejsc. Uzyskane wyniki obserwatorzy przekazywali do Berlińskiej Akademii Nauk (koordynacją sprawozdań zajmowała się Christine Kirch) oraz do Paryskiej Akademii Nauk, gdzie było centrum obserwacji, gdyż zaćmienie odbywało się nad Francją. Zaćmienie to niezależnie obserwowali Christfried Kirch pod Paryżem, wraz z królem francuskim w Trianon  Jacques Cassini oraz Giovanni Domenico Maraldi, Joseph-Nicolas Delisle w Paryżu, a jego brat w Croere. Jacques d’Allonville de Louville prowadził obserwacje ze swego domu pod Orleanem w Carre. Przyszedł również opis ze Strasburga.
Stopniowo przewidywanie mogło obejmować coraz więcej zjawisk astronomicznych. Dziś obliczeniami potrzebnymi do stworzenia kalendarza astronomicznego zajmują się komputery, bez wysiłku wychwytują wszystkie godne uwagi zjawiska.